# جويل جي. بلوك
جويل جي. بلوك (بالإنجليزية: Joel G. Block)‏ هو مسير أعمال وشخصية أعمال أمريكي، ولد في 5 يونيو 1961.